# Martin Weisz
Martin Weisz (nascut el 27 de març de 1966), és un director de cinema i vídeo musical alemany. Ha dirigit més de 350 vídeos i ha treballat amb artistes com Nickelback, Brandy, Puff Daddy i LL Cool J. També ha dirigit nombrosos anuncis publicitaris.
Weisz va guanyar un MTV Europe Music Award al millor vídeo de ball i va ser nominat al millor vídeo de rock l'any 2000.
Va debutar com a director de cinema amb la polèmica pel·lícula del 2006 Rohtenburg (anomenada Grimm Love als Estats Units), que està prohibida en algunes zones d'Alemanya i que li va permetre guanyar el Premi al millor director al XXXIX Festival Internacional de Cinema Fantàstic de Catalunya. La seva segona pel·lícula, The Hills Have Eyes 2, va debutar als cinemes el 2007. a seva tercera pel·lícula, Squatters, fou estrenada als cinemes el 13 de maig de 2014.
Weisz està casat i té quatre fills.

## Filmografia
- 2006 : Rohtenburg
- 2007 : The Hills Have Eyes 2
- 2014 : Squatters